# Шибковский сельсовет
Шибковский сельсовет — сельское поселение в Искитимском районе Новосибирской области Российской Федерации.
Административный центр — деревня Шибково.

## История
Статус и границы сельского поселения установлены Законом Новосибирской области от 2 июня 2004 года № 200-ОЗ «О статусе и границах муниципальных образований Новосибирской области»

## Население
| 2002  | 2010  | 2012  | 2013  | 2014  | 2015  | 2016  |
| ----- | ----- | ----- | ----- | ----- | ----- | ----- |
| 2031  | ↘1926 | ↘1837 | ↘1834 | ↘1819 | ↘1783 | ↘1767 |
| 2017  | 2018  | 2019  | 2020  | 2021  |       |       |
| ↘1714 | ↘1689 | ↘1658 | ↘1651 | ↗1662 |       |       |

## Состав сельского поселения
| № | Населённый пункт | Тип населённого пункта          | Население |
| - | ---------------- | ------------------------------- | --------- |
| 1 | Евсино           | деревня                         | ↘602      |
| 2 | Новолебедевка    | деревня                         | ↘172      |
| 3 | Таскаево         | деревня                         | ↘247      |
| 4 | Шибково          | деревня, административный центр | ↘905      |